# Abua/Odual
Abua/Odual è una delle ventitré aree a governo locale (local government areas) in cui è suddiviso lo stato di Rivers, nella Repubblica Federale della Nigeria.
Si estende su una superficie di 704 km² e conta una popolazione di 282.988 abitanti..